# 易拉宝

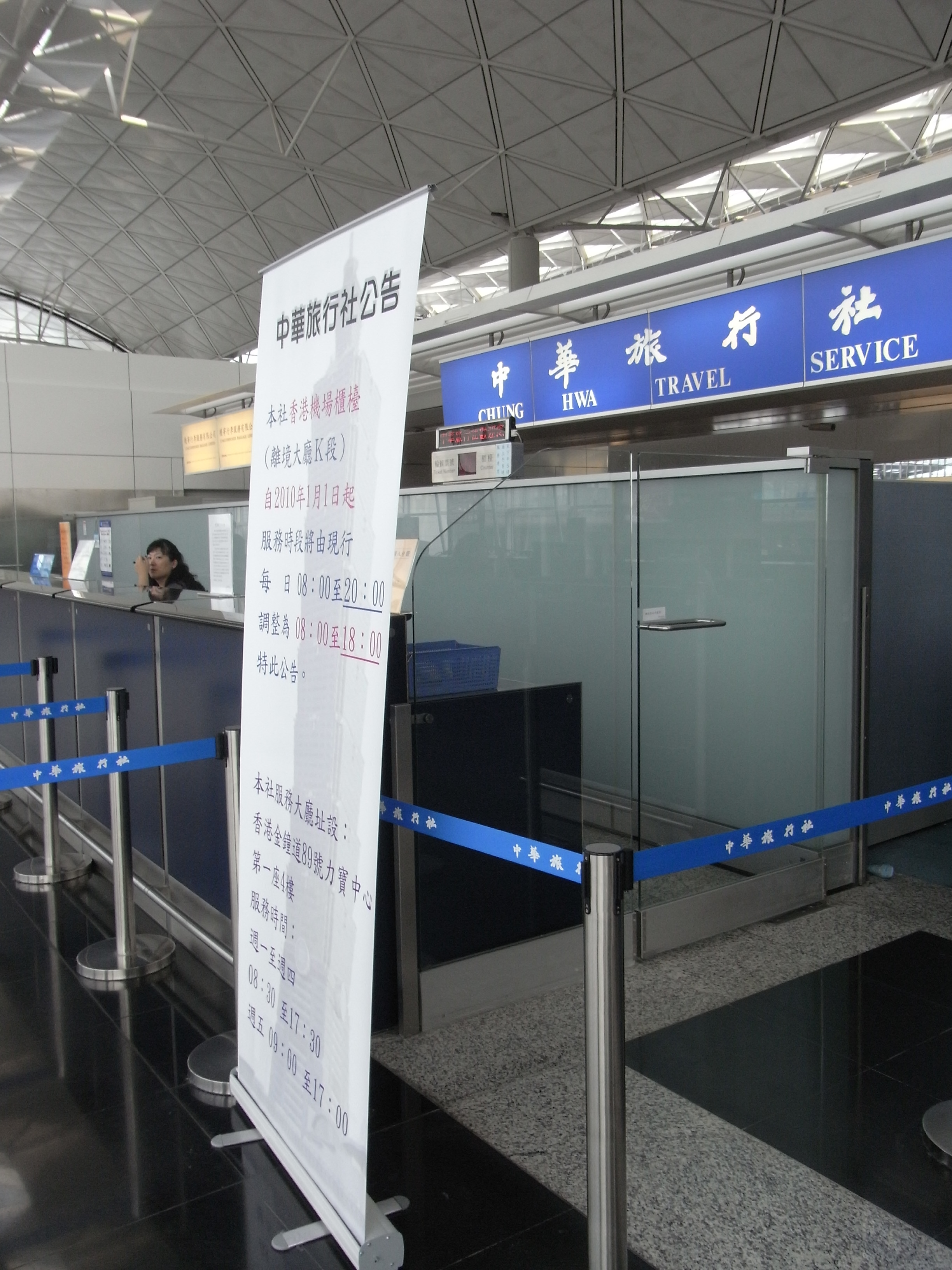
圖中放置的一個易拉架

易拉宝（中國大陸稱：易拉寶、香港稱：易拉架）或稱海報架、展示架，是樹立式宣傳海報，常見於人流多的街頭通道，協助個體戶式的路演推銷活動，或是臨時攤位。「易拉架」是香港用語，意思是一拉開就成為一個海報架。易拉宝主要質料是塑膠或鋁合金。易拉宝的替代品是街頭橫額、刀旗、海報、貼紙等。
易拉宝的構造是一個座地的卷軸，由地面向上是一支伸縮柱，柱頂有一個扣，使用時由卷軸拉出一幅直立式的海報，吸引途人的注意。個體戶下班時，把易拉宝收縮回卷軸內即可。

## 外部連結
- 维基共享资源上的相關多媒體資源：易拉宝